# ウチワエビ属
ウチワエビ属（ウチワエビぞく）は、セミエビ科に属する種。インド太平洋の熱帯・温帯域に分布する。
和名通りうちわのような平たい体型が特徴で、食用に漁獲もされている。ウチワエビ（団扇海老）と総称されるが、狭義にはその中の一種 Ibacus ciliatus に「ウチワエビ」の標準和名が充てられる。ただし、日本近海にはもう一種 オオバウチワエビ（大歯団扇海老）I. novemdentatus も分布しており、日本の市場ではこの2種を特に区別せず扱う。

## 特徴
体長は15センチメートルほどで、体は上から押しつぶされたように平たい。体の前半分が円盤形で、上から見ると和名通りうちわのような形をしている。
体表は堅い外骨格に覆われ、縁には鋸の歯のような棘が並ぶ。体の前方中央と頭胸甲の左右に大きな切れこみがある。前方中央の切れこみにひげ状の細い第1触角があり、そのつけ根に小さな複眼（目）がある。複眼より前の円盤部分は厳密には頭胸甲ではなく第2触角で、イセエビの太く長い触角に相当する。歩脚と腹肢は短く、いっぱいに伸ばしても背中側からは見えない。
セミエビやゾウリエビ、ウチワエビモドキなど同じセミエビ科の類似種が多いが、セミエビは体の縁に大きな棘がなく大型になること、ゾウリエビは全体のシルエットがうちわ形ではなく楕円形であること、ウチワエビモドキは複眼が体の縁に左右に分かれてつくことなどで区別できる。また、セミエビやゾウリエビは岩礁・サンゴ礁に生息する。
水深300メートルまでの浅い海の砂泥底に生息する。成体に泳ぐ能力はなく、海底を歩行して生活する。食性は肉食性で、貝類や多毛類などの小動物を捕食する。敵は沿岸性のサメやエイ、タコなどで、敵に出会うと尾を使って素早く後ろに飛び退く動作を行う。
産卵期は秋で、卵はメスが腹肢に抱えて保護する。孵化するとフィロソーマ幼生の形態で外洋を漂いながら成長する。幼生はクラゲ類に騎乗し、それを餌にすることで成長し、分布域を広げていくという特性を持つことから「ジェリーフィッシュ・ライダー」とも呼ばれる。充分に成長した幼生は着底した後に変態し、エビの姿となる。

## 利用

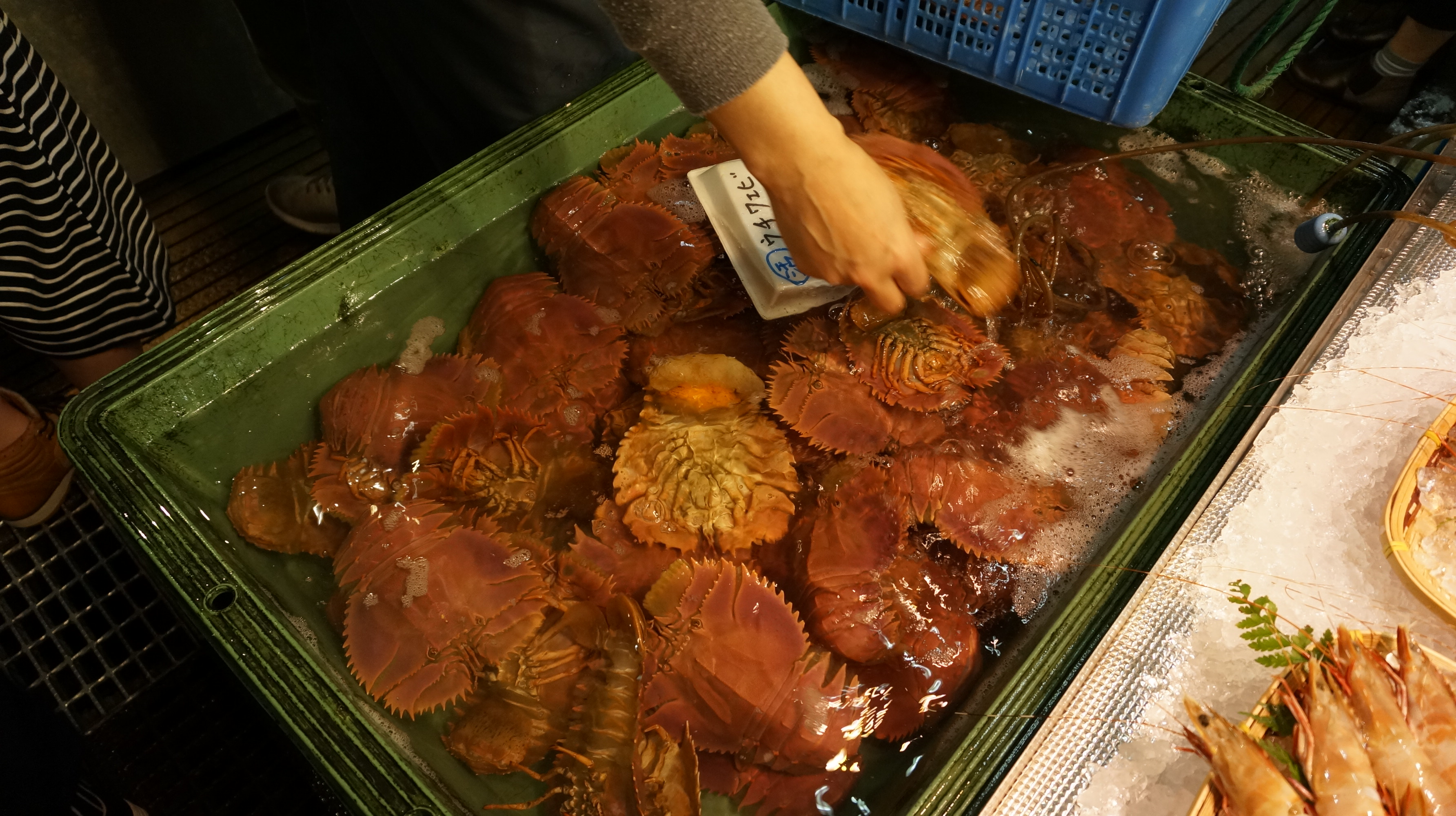
唐戸市場にて売られる活ウチワエビ(2017年5月)

底引き網などで食用に漁獲される。イセエビ下目は熱帯系の種類が多く日本海側には少ないが、ウチワエビ2種は日本海中部まで広く分布していて西日本では比較的知られている。
長崎県では、平戸南部の志々伎、五島列島の大浜地区、富江地区のみで漁獲されている。資源保護の観点から漁獲期間と漁業権も決められており希少価値が極めて高い。平戸のウチワエビから作った「うちわえびせん」が商品化されている。
宮崎県では、「パッチンエビ」や「パタエビ」の名でも知られており、身の旨さはイセエビよりも上と評されることもあるという。
イセエビよりも小型で身も少ないが、新鮮な身は半透明の白色で甘みと旨みがあり、刺身、塩茹で、味噌汁など様々な料理に用いられる。

## 種類
8種が属する。
- Ibacus alticrenatus Bate, 1888
- Ibacus brevipes Bate, 1888
- Ibacus brucei Holthuis, 1977
- Ibacus chacei Brown & Holthuis, 1998
- Ibacus ciliatus (von Siebold, 1824) ウチワエビ
  - 頭胸甲の縁に11個-12個の棘があり、全体的に棘が小さくて数が多い。山形県と房総半島以南、東シナ海沿岸からオーストラリア東岸まで、西太平洋の熱帯・亜熱帯域に分布する。
- Ibacus novemdentatus Gibbes, 1850 オオバウチワエビ
  - 頭胸甲の縁に棘が8個しかないのでウチワエビと区別でき、他の部位の棘も大きくて数が少ない。能登半島と駿河湾以南の太平洋岸から香港、アフリカ東岸まで広く分布する。
- Ibacus peronii Leach, 1815
- Ibacus pubescens Holthuis, 1960